# نادي المنطقة الشرقية الأدبي
نادي المنطقة الشرقية الأدبي، بدأت قصة إنشاء نادي المنطقة الشرقية الأدبي، عندما أعلن فيصل بن فهد بن عبد العزيز آل سعود الرئيس العام للرئاسة العامة لرعاية الشباب السعودي يوم الأربعاء 1410 هـ الموافق 1989، أثناء حفل جائزة الأمير محمد بن فهد بن عبد العزيز آل سعود للتفوق العلمي، بإنشاء نادي المنطقة الشرقية الأدبي، وتم بتشكيل أول مجلس إدارة للنادي الأدبي بالمنطقة الشرقية على النحوالتالي : عبد الرحمن بن عبد الكريم العبيد رئيس، وسعيد عطية أبو عالي عضو، ومبارك بوبشيت عضو، وعبد المحسن المنقور عضو، وعبد الكريم الحمود عضو، وعبد الرحمن بن علي المبارك عضو، وجواد حسين الرمضان عضو.

## بادرة تاريخة للنادي
قرر النادي في المؤتمر الثامن لرؤساء الأندية الأدبية الآتي:
- تأسيس المجمع اللغوي العربي السعودي
- إنشاء ودعم صندوق الأدباء.[2]

## انتقال المؤسسات الثقافية إلى وزارة الإعلام
بعد انتقال المؤسسات الثقافية إلى وزارة الإعلام السعودية، تم تشكل مجلس جديد لإدارة نادي المنطقة الشرقية الأدبي عام 1427 هـ، ويتكون المجلس من : جبير بن مفضي المليحان رئيس، مبارك بن راشد الخالدي نائب للرئيس، أحمد بن محمد الملا المدير الإداري، خليل بن إبراهيم الفزيع المدير المالي، أحمد بن مهدي الشويخات عضو، جاسم بن محمد الصحيح عضو، حسن بن إبراهيم السبع عضو، نبيل بن عبد الرحمن المحيش عضو، أحمد بن عبد الله بوقري عضو.

## لجان النادي
لنادي المنطقة الشرقية أربعة لجان تشرف على عموم نشاط النادي:
- لجنة الترجمة : تختص هذه اللجنة بالمتابعة الإدارية والفنية لنشاط الترجمة بالنادي وتتلخص مهماتها في تحقيق أهدافها في التعريف العام بعلم وفن ومهارة الترجمة وبالمنجزات العربية في ميدان الترجمة وبمشهد الترجمة في العالم، وهي الأهداف الأساسية لمركز الترجمة.
- لجنة الفعاليات : ومهامها واختصاصاتها تختص في اقتراح برنامج زمني لنشاط النادي ويتضمن أسماء المحاضرين وعنوان المحاضرات، والأمسيات الشعرية والأدبية، وتوطيد العلاقات بالأوساط الأدبية بين النادي والأدباء بالمملكة عامة والمنطقة الشرقية خاصة، واقتراح المسابقات الأدبية المستقبلية التي ينوي النادي الإعلان عنها كل موسم، ومتابعة تنفيذ اللوائح التنظيمية لمسابقة جائزة الأمير محمد بن فهد للإبداع، واقتراح مامن شأنه دفع الحركة الثقافية في النادي والمنطقة، وتقديم مقترحات حول الأنشطة والفعاليات التي تقام في النادي، وتوجيه دعوات لكبار المفكرين والأدباء لإحياء أمسيات أدبية أو شعرية أو ثقافية أو محاضرات في النادي، ودراسة رغبة القائمين على إعداد رسائل الماجستير أو الدكتوراه لمناقشتها في مقر النادي.
- لجنة المطبوعات والنشر : مهامها واختصاصاتها تختص في اقتراح الإصدارات للموسم الثقافي، الاطلاع على الكتب المحالة من مجلس الإدارة وتقويمها من حيث النوعية والمضمون، اقتراح أسماء الأساتذة الذين تحال إليهم الكتب بهدف التحكيم والفحص، ودراسة تقارير الفحص من حيث المادة العلمية والأدبية ومجال البحث ومنهجية الدراسة وعلاقة الباحث بالموضوع، ومطابقة موضوع الكتاب مع أهداف النادي والنظام الأساسي للأندية الأدبية، إبداء الرأي حول الإخراج الفني للمطبوعات من حيث الفكرة والنوعية ودور الطباعة ودور النشر.
- اللجنة النسائية : تم تشكيل اللجنة النسائية عام 1427 هـ ومن مهامها واختصاصاتها تختص في تفعيل دور المرأة ومشاركتها في سائر جماعات وأنشطة وفعاليات النادي بالتخطيط والتنفيذ والمتابعة، وتفعيل دور المرأة في حضور الفعاليات واكتساب العضوية، وتشجيع المثقفات والمبدعات بالوسائل المتاحة للنادي، وتشجيع الموهوبات في مختلف حقول المعرفة، واقتراح الفعاليات والبرامج الثقافية.

## نشاط النادي
يقوم النادي باقامة النشاطات المنبرية من أمسيات شعرية وقصصية وثقافية ونقدية، كما يصدر النادي مجلة دورية أسماها مجلة دارين، وقد قام النادي باصدار العديد من الكتب الأدبية والقصصية والروائية والنقدية، بلغت عدادها أكثر من مئة كتاب منها : الإخوانيات في الشعر العباسي، تقاسيم على زوارق الأيام (ديوان شعر)، إطلالة على مشارف الزمن (مجموعة قصصية)، تخريج أحاديث الرضي في شرح الكافية، تاريخ البحرين في القرن الأول الهجري (شرق الجزيرة العربية)، عبد القدوس الأنصاري حياته وأدبه.

## انظر ايضاً
- نادي الرياض الأدبي
- نادي القصيم الأدبي

## وصلات خارجية
- مقر نادي الشرقية الادبي بالدمام.